# Marianne Mahlberg
Marianne Mahlberg (* 31. Januar 1914 in Köln; † 18. April 1981 ebenda) war eine deutsche Ruderin. 1939 wurde sie erste deutsche Meisterin im Einer.

## Biographie
Mahlberg war die Tochter eines Kölner Kohlehändlers. Sie besuchte das Katholische Lyzeum an St. Gereon von Surmann und Bonne und anschließend das Merlo-Mevissen-Gymnasium, das sie mit der Mittleren Reife abschloss. Ab 1930 arbeitete sie im elterlichen Betrieb. Sie war Mitglied im Kölner Club für Wassersport (KCfW). 
Bis in die 1930er-Jahre hinein galt Rudern für Frauen als unschicklich: „Rudern ist der Natur des Weibes wesensfremd.“ Eine „Damenriege“ wurde im KCfW erst nach langen Diskussionen 1932 akzeptiert. Sie betrieb Stilrudern, bei dem es auf gute Haltung, harmonische Abläufe und exakte Bewegungen ankam, und bestand zunächst nur aus weiblichen Angehörigen der männlichen Clubmitglieder. Aus praktischen Gründen wurde in Hosen gerudert, doch nach Verlassen der Boote mussten die Ruderinnen umgehend Röcke anziehen. „Gemischtrudern“ war strengstens verboten.
1937 begann Marianne Mahlberg mit dem Rudertraining. Ein Jahr später entdeckte sie bei einem Lehrgang für Ruderwartinnen in Berlin ihre Leidenschaft für das Rennrudern. Sie trainierte fortan täglich im Deutzer Hafen, im Winter betrieb sie im Bootshaus des KCfW im Kölner Stadtteil Marienburg „Kastenrudern“ und Gymnastik. Ihr Trainer war Max Reimbold, selbst ehemaliger erfolgreicher Rennruderer. Bei den erstmals ausgetragenen deutschen Rudermeisterschaften für Frauen in Leipzig errang sie 1939 den Titel im Einer über 1000 Meter. Anschließend wurde sie am Kölner Hauptbahnhof von einer jubelnden Menge empfangen.
Ihr Ehrgeiz, noch weitere Titel zu gewinnen, scheiterte an einem Hüftleiden, unter dem sie seit ihrer Kindheit litt. Ihre Eltern starben in den Kriegsjahren, die Kohlehandlung wurde daraufhin aufgegeben. Im Herbst 1946 heiratete sie Max Reimbold, im Beruf Eisenwarenfabrikant, und engagierte sich weiterhin für den KCfW. In den 1960er-Jahren trennten sich die Eheleute, und Mahlbergs Verbindung zum Rudersport ging verloren. Sie starb 1981 im Alter von 67 Jahren in ihrer Heimatstadt Köln.